# جبهة العمل الإسلامي (الأردن)
حزب جبهة العمل الإسلامي حزب أردني معارض، هو أكبر الأحزاب الأردنية وأكثرها قوة وتأثيراً وعدداً من حيث الأعضاء كما أورد مركز العربية للدراسات. ينظر إليه على أنه الجناح السياسي للإخوان المسلمين في الأردن، له مجلس شورى وأمين عام، حصل على 6 مقاعد في البرلمان الأردني في الانتخابات النيابية التي تمت في سنة 2007 بعد عملية انتخابية شابها جدل واسع بسبب عملية شراء الأصوات، وحصل على 17 مقعدا في الدورة البرلمانية (2003م - 2007م). وهو أحد الأركان الأساسية في المعارضة الأردنية المنضوية تحت مايسمى بـلجنة التنسيق العليا للمعارضة الأردنية. ويترأس الحزب منذ أغسطس العام 2018 مراد العضايلة.

## التأسيس
تأسس الحزب في 13 جمادى الثاني 1413هـ الموافق 8/12/1992م
- بلغ عدد المؤسسين حسب قانون الأحزاب الجديد رقم 19 لسنة 2007 (820) عضوا مؤسسا.
- عقد المؤتمر التأسيس الأول بتاريخ 25/12/2004م وانتخبت الهيئة التأسيسة مجلس الشورى الأول المكون من 120عضوا، ثم عقد المؤتمر العام الثاني بتاريخ 11/3/2006م وكان من مهامه إقرار السياسات العامة للحزب وانتخاب عشرة أعضاء لعضوية مجلس الشورى الخامس. بالإضافة إلى 110 أعضاء يتم انتخابهم من قبل الفروع حسب التمثيل النسبي.
- افتتح الحزب بتاريخ 8/1/1993 سبعة عشر فرعا أصبحت اليوم أربعة وعشرون فرعا منتشرة في محافظات المملكة.
- تتكون موارد الحزب من رسوم انتساب الأعضاء، واشتراكاتهم، وتبرعاتهم والتبرعات والهبات والأوقاف من الجهات الشعبية والرسمية، والوصايا واستثمار أموال الحزب داخل المملكة. بالإضافة إلى التمويل الحزبي من الحكومة بموجب قانون خاص لهذه الغاية.
- يقبل في الحزب كل مواطن أردني ذكرا أم أنثى أتم الثامنة عشرة من عمره، ويتصف بالأخلاق الحسنة والسيرة الحميدة، على أن يتقدم بطلب خطي للانتساب للحزب من خلال الفرع الذي يقع ضمن دائرة سكنه أو دائرة عمله، وأن تتم تزكيته من اثنين من مجلس الشورى أو الهيئات الإدارية، وأن يتعهد بالتقيد التام بالنظام الأساسي للحزب.
- تعمل في الحزب لجان مركزية متخصصة يشكلها المكتب التنفيذي وينبثق عنها لجان فرعية.
- يتقاضى الأعضاء أمام محكمة عليا ومحكمة مركزية ينتخبهما مجلس الشورى من بين أعضائه وفق لائحة خاصة، ومحاكم فرعية تنتخب في الفروع.
- يتشكل مجلس استشاري لكل فرع يتكون من أعضاء الإدارة وأعضاء مجلس الشورى ورؤساء اللجان ونسبة عددية منتخبة.
- شارك الحزب في الانتخابات النيابية للمجلس الثاني عشر وحصل على 17 مقعدا.
- قاطع الحزب انتخابات المجلس النيابي الثالث عشر احتجاجا على قانون الانتخاب المجزوء وتآكل الحريات العامة وتراجع الديموقراطية.
- شارك الحزب في انتخابات المجلس النيابي الرابع عشر وحصل على 17 مقعدا.
- شارك الحزب في الانتخابات المجلس النيابي الخامس عشر عام 2007م وحصل على 6 مقاعد فقط بسبب ما شاب العملية من تزوير أدت لاحقا إلى حل المجلس في منتصف ولايته.
- يشارك الحزب في الانتخابات البلدية والنقابية والطلابية ويحصد مراكز متقدمة.
- قاطع الحزب الانتخابات البلدية التي جرت في شهر 7/2007 وذلك في نفس يوم الاقتراع نتيجة التزوير الحكومي الكبير.
- تشارك المرأة في مختلف المستويات التنظيمية وللمنتسبات للحزب تأثير واضح في الحياة العامة.
- هناك علاقة إستراتيجية بين الحزب والإخوان المسلمون الذين يمثلون المرجعية الفكرية والتربوية للحزب.
- ينسق الحزب مواقفه وسياساته مع ائتلاف حزبي وطني يتكون من 14 حزبا أردنيا.
- قاطع الحزب الانتخابات النيابية التي جرت في عام 2010م

## منطلقات الحزب وفلسفته
ينطلق الحزب من:
- الواجب الشرعي في الدعوة إلى الله تعالى، ووظيفة الأمر بالمعروف والنهي عن المنكر، ونصرة الإسلام.
- ومن ضرورة الوقوف في وجه التحدي الحضاري الذي يواجه أمتنا، والذي يمثل مرحلة خطيرة من مراحل الاستعمار، يريد أن يحول بين أمتنا وبين لحظة استشرافها الحضاري والحفاظ على هويتها، ويقطع الطريق على الإسلام ليعيق وصوله إلى قيادة الأمة بشرع الله، وتحرير الإنسانية جمعاء.
- ومن استشعار عمق المأساة التي يمثلها الوجود اليهودي، الذي يحتل فلسطين، ويدنس أرضنا ومقدساتنا، ووفاءاً لدماء شهدائنا، التي جبلت بها أرض الأردن، دفاعاً عن الأردن وفلسطين، ومن أجل تربية الأمة تربية جهادية شاملة.
- ومن الإيمان بدور الإسلام في تحقيق الولاء لله تعالى، وأصالة الانتماء للأمة، وفي توجيهه المتميز في صياغة المواطن الصالح.
- ومن ضرورة توجيه طاقات العاملين للإسلام، في هذا البلد الطيب، من هيئات وجماعات ومنظمات وحركات ومؤسسات وأفراد.
- ومن أهمية توضيح الموقف السياسي الشامل، على الصعيد العالمي، والإسلامي، والعربي، والوطني.
- ومن أجل تحقيق واقعية الإسلام، في مختلف شؤون الحياة التربوية والسياسية والاقتصادية والاجتماعية.
- ومن أجل تأكيد المارسة السياسية الملتزمة بأخلاق الإسلام وقيمه، وتفعيل الجهود السياسية في البناء، والتوجه نحو تطبيق الشريعة الإسلامية.

## الأهداف العامة للحزب
سعى الحزب إلى تحقيق غايات وأهداف منها:
- استئناف الحياة الإسلامية للمجتمع والسعي إلى تطبيق الشريعة الإسلامية في مختلف ميادين الحياة.
- الإسهام في بناء الأمة معنوياً ومادياً، وفي المشروع النهضوي العربي الإسلامي.
- إعداد الأمة لجهاد أعدائها من الصهاينة والمستعمرين، وخدمة القضية الفلسطينية في إطارها العربي والإسلامي والسعي إلى تحريرها من الصهاينة المغتصبين.
- السعي نحو وحدة الأمة، وحريتها، ومقاومة النفوذ الاستعماري والأجنبي.
- ترسيخ الوحدة الوطنية.
- ترسيخ المنهج الشوري والديموقراطي.
- الدفاع عن كرامة الإنسان وحقوقه وعن الحريات بصورة عامة.
- الاهتمام بقضايا الناس الحياتية، وخدمة الجماهير، والاهتمام بشؤون الشعب الحياتية، والتنمية الشاملة للمجتمع من منظور إسلامي.

## الأهداف الخاصة للحزب
وفي ضوء الأهداف العامة السابقة الذكر، يعمل الحزب بصورة خاصة على بناء المجتمع الأردني والنهوض به، وتحقيق الأهداف المحددة التالية:
- تحقيق مبدأ الحرية المسؤولة للجميع، وترسيخ أركان الشورى، والممارسة الديموقراطية، وضمان التعددية السياسية، وحماية حقوق الإنسان كما يؤكدها الإسلام، ووضع الضمانات التشريعية التي تكفل ذلك، من منطلق احترام الدستور، وسيادة القانون.
- تشجيع الحوار، مع جميع الفئات السياسية، بهدف حماية الديموقراطية، والتعاون على خدمة المواطنين، والدفاع عن أمن الوطن واستقراره وازدهاره.
- ضمان حرية الرأي والتعبير لكافة المواطنين، والمساواة في استخدام وسائل الإعلام المختلفة، ووضع السياسات الإعلامية المستقلة النابعة من تراث الأمة وشخصيتها وتوجيه الإعلام لخدمة القضايا الأساسية للأمة.
- تعميق الوحدة بين أفراد الشعب لحماية الوطن وضمان استقراره ومحاربة النزعات العرقية، والإقليمية، والقبلية والطائفية، التي تهدد الوحدة.
- العمل على إقامة الاقتصاد الأردني على أساس إسلامي من العدالة الاجتماعية واحترام الملكية الفردية، وتكافؤ الفرص، والعمل على تنمية الموارد واستثمار الإمكانات، ورفع قيمة العمل الشريف، ومحاربة الفساد والترف والبطالة.

· تهيئة الأمة لمواجهة الأخطار المحدقة بها والدفاع عن العقيدة والوطن، عن طريق التربية الجهادية للأمة.
- دعم القوات المسلحة بإمدادها بالأسلحة والمعدات الحديثة، لتؤدي دورها في حماية الوطن، والدفاع عن أراضيه ومقدساته، ودعم أجهزة الأمن، للقيام بدورها في ضمان حرية المواطنين وخدمة مصالحهم، وتحقيق أمن الوطن واستقراره.
- محاربة الفساد السياسي والإداري والمالي في الدولة، وتطهير أجهزتها، وإحداث الإصلاحات اللازمة، لبناء هذه الأجهزة على أساس سليم وقوي، وقادر على مواجهة التحديات المعاصرة، والارتقاء بالخدمة المدنية في الدولة، لرفع كفاءة العاملين في أجهزتها، لخدمة المواطنين بنزاهة وكفاءة وتجرد.
- احترام كيان المرأة وحقوقها المشروعة، ودورها في تطوير المجتمع، في إطار الفضائل الإسلامية، وإفساح المجال أمامها للمشاركة في الحياة العامة، وإتاحة الفرص لبروز القيادات النسائية في العمل السياسي.
- التأكيد على أهمية الأسرة وبنائها على الأسس السليمة، لتؤدي دورها في بناء المجتمع القوي، الذي تسوده الألفة والمحبة، ورعاية الأمومة، والاهتمام بالطفولة، لضمان إمداد المجتمع بالأبناء الأصحاء جسمياً وعقلياً وروحياً.

· توفير عناية خاصة بالشباب من الجنسين، وإحاطتهم بالمناخ الملائم، في إطار من الأخلاق الإسلامية، وتفعيل دور المؤسسات الوطنية، التي ترعى الشبيبة، كالمدارس والجامعات والأندية الرياضية والثقافية والاجتماعية، وتوجيه جهود الشباب للقيام بدور فاعل في مشاريع الإعمار، والنشاط الخيري والاجتماعي، وتعويدهم على ممارسة الشورى والديموقراطية، في تلك المؤسسات.
- السعي الدائم لتحقيق الوحدة العربية الشاملة آخذين بمبدأ التوعية والتدرج، وترسيخ قواعد التضامن الإسلامي، الذي يؤدي في المدى البعيد إلى وحدة الأمة الإسلامية.
- تهيئة الأمة للتصدي المستمر للصهيونية العالمية ومن يدعمها، باعتبار فلسطين قلب الأمة الإسلامية والعربية، والقضية الفلسطينية مسؤولية العرب والمسلمين، والشعب الفلسطيني طليعة الجهاد لتحرير التراب الفلسطيني كله، ولا يجوز الاعتراف بالكيان اليهودي الغاصب.
- تبني القضايا العربية، والإسلامية، والإنسانية العادلة.
- نشر الثقافة الإسلامية، وتعميق الوعي الإسلامي في الأمة، بكل الوسائل المشروعة، لتعزيز القاعدة الفكرية والعقائدية الموحدة.

· دعم المؤسسات الدينية، ونشر رسالة المسجد، ليكون مؤسسة نشطة وفاعلة، والارتقاء بمستوى الدعوة والتوجيه الديني، والاهتمام بالداعية القادر على التعامل مع الثقافات والحضارات الأخرى.
- توفير الحرية الدينية للجميع، وتحقيق التعاون والانسجام بين جميع أفراد المجتمع، لما فيه خدمة الوطن والامة، وحماية القيم الدينية والاخلاقية.

## وسائل الحزب وأساليبه
· تنظيم العمل الجماهيري، في شتى قضايا الامة، في إطار إسلامي، بهدف تعميق المشاركة الشعبية الواعية، في بناء الوطن والدفاع عنه أمام الاخطار.
· إلقاء المحاضرات وعقد الندوات والمؤتمرات واللقاءات العامة والمهرجانات.
· إصدار الكتب والنشرات والصحف والمجلات، وإنشاء المؤسسات والكودار اللازمة لذلك .
· إنشاء مراكز الأبحاث العلمية المتخصصة لإعداد الأبحاث والدراسات اللازمة لتنفيذ أهداف الجبهة.
· الاهتمام بأندية الشباب، والمراكز الثقافية، والتجمعات الرياضية، والكشفية، التي تعنى بتربية الشباب.
· الاهتمام بالنقابات والاتحادات والهيئات الشعبية والتعاون معها لخدمة الوطن، والارتقاء بمستواها، وخدمة المنتسبين اليها في كافة المجالات.
· إعداد مشاريع القوانين لتعديل التشريعات الحالية عبر القنوات الديموقراطية بما يتلائم مع أهداف الجبهة.
· اتعامل مع الحكومات في ضوء أهداف الحزب واتخاذ المواقف التي تحقق هذه الاهداف، سواء من موقع المعارضة أو المشاركة، بما يخدم مصلحة الوطن واستقراره.
· دخول الحزب إلى جميع مجالات العمل العام على المستويين المحلي والوطني، والعمل على تزويد مؤسسات العمل العام بالروح الإسلامية الواعية، لتصبح قادرة على أداء مهامها على أكمل وجه، وذلك من خلال المشاركة في الانتخابات البلدية والبرلمانية والنقابية، وغيرها، والعمل على المشاركة في بناء الأجهزة التنفيذية.

## الهيكل التنظيمي للحزب
يتكون الهيكل التنظيمي للحزب من:
1. الهيئة التأسيسية: تتكون من الاشخاص الذين قاموا بمتابعة إجراءات تسجيل حزب جبهة العمل الإسلامي وإبرازه إلى حيز الوجود.
2. الهيئة العامة: تتكون الهيئة العامة للحزب من جميع أعضاء الحزب.
3. المؤتمر العام: يتكون من أعضاء مجلس الشورى وأعضاء الهيئات الادارية الممثلة لفروع الحزب وأعضاء الحزب في مجلس الأمة، ونسبة عددية من مجموع أعضاء الهيئة العامة، ومدته اربع سنوات.
4. مجلس الشورى: يتكون مجلس الشورى من مائة وعشرين عضواً، من ممثلي المناطق، حسب التمثيل النسبي الذي تحدده اللائحة الداخلية، ومدته أربع سنوات شمسية، ويتولى ادارته مكتب منتخب يتكون من الرئيس ونائبه ومساعديه، ويقوم بالتشريع والرقابة.
5. المكتب التنفيذي: يتكون المكتب التنفيذي من تسعة أعضاء بمن فيهم الامين العام، ينتخبون من بين أعضاء مجلس الشورى ومدته اربع سنوات، ولا يجوز انتخاب الامين العام لأكثر من دورتين متتاليتين.
6. الهيئات الادارية للفروع: تتكون من سبعة أعضاء، وتتولى إدارة شؤون الفرع؛ وفق النظام الأساسي واللوائح والتعليمات، وتنتخب من قبل الهيئة العامة للفرع، ومدتها سنتان.

## السياسات العامة للحزب
المحور الوطني الأردني:
· أسلمة التشريعات ، والعمل على ضبط السياسات والممارسات والسلوك ، لتكون منسجمة مع احكام الشريعة الإسلامية ، والتصدي لمحاولات التغريب والتخريب الفكري والاخلاقي في مقدمة أولويات عمل الحزب لتحقيق الإصلاح المنشود وبناء المجتمع النموذج .
· الدفاع عن الحريات العامة للمواطنين وحقوقهم الدستورية ، والتوسع في برامج التوعية بالحقوق الدستورية والقانونية للمواطن ، والتصدي لسياسة التراجع الديموقراطي تشريعات وممارسات خطوط عريضة وثابتة في برنامج الحزب السياسي لاطلاق ارادة الجماهير وتفجير طاقاتها لتحقيق التنمية الشاملة .
· التنسيق والتعاون مع الهيئات الإسلامية ، والاحزاب السياسية ، والنقابات المهنية ، والعمل على تطوير الصيغ القائمة حالياً على قاعدة الجوامع المشتركة إستراتيجية ثابتة تفرضها طبيعة المجتمع وضخامة التحديات .
· المشاركة في الحياة العامة السياسية والاجتماعية والنقابية وغيرها من المجالات العامة نهج ثابت لدى الحزب لتحقيق المصالح الوطنية وترجمة أهداف الحزب إلى مشاريع .
· مواجهة المشكلات الاقتصادية والاجتماعية ، في ضوء الدراسات العلمية ، وبالتعاون مع كل القوى الخير في الوطن ضرورات اجتماعية ووطنية ومعالم رئيسة في برامج الحزب .
· التصدي للدعوات والسياسات التي تستهدف النيل من الوحدة الوطنية، وتبني برنامج وطني يهدف إلى تعزيز هذه الوحدة وحمايتها من أولويات الحزب الاساسية.
· اذكاء جذوة الامل لدى جماهير الشعب، ومقاومة عوامل اليأس والإحباط في المجتمع، الناجمة عن التقهقر الديموقراطي، وعجز النظام العربي عن مواجهة التحديات والشعور بالهيمنة الأمريكية، والغطرسة الصهيونية مقدمة اساسية لاطلاق طاقات الشعب وتفعيل دوره في الحياة لذا ينبغي ان تحتل موقعها المناسب في برامج الحزب وخطابه السياسي.
· تطوير برامج مجابهة التطبيع، والتصدي للاختراق الصهيوني، وسياسة العولمة، التي تستهدف فرض المزيد من الهيمنة الأمريكية على الشعوب في مقدمة الواجبات الجهادية لحماية الوطن والامة وافشال المخططات المعادية.
· الاهتمام الخاص بالتراث العربي الإسلامي والمعالم الحضارية للامة في الأردن عامل اساسي في بناء الشخصية المتكاملة للمواطن الأردني وابراز الهوية العربية والاسلامية للاردن، الامر الذي يستوجب ايلاءه عناية خاصة في برامج الحزب وخططه.
المحور العربي والإسلامي:
· ان تحقيق وحدة الامة يتطلب تطوير خطاب اعلامي مناسب يتبنى الدعوة إلى تحقيق الوحدة العربية الإسلامية، باعتبارها فريضة شرعية، وضرورة وجودية، في ظل الكيانات الكبرى والتحديات الخطيرة التي تواجه الامة.
· ان تفعيل صيغ العمل العربي والإسلامي المشترك القائمة حاليا تعد انجازا ينبغي الحفاظ عليه، والعمل على تطويره مع مراعاة الواقع والتدرج في الخطوات المقدمة لابد منها على طريق تحقيق فريضة الوحدة.
· ان موقع القضية الفلسطينية في عقيدة الامة والاخطار التي تتهددها تستوجب الحفاظ على مركزية القضية وتحشيد طاقات الامة لنصرتها، وتوفير كل اسباب الدعم والاسناد للشعب الفلسطيني، لمواصلة انتفاضته المجيدة، ومقاومته الباسلة كطليعة لتحرير فلسطين.
· ان ما تمثله القدس في وجدان كل عربي ومسلم ببعديها الديني والوطني وما تتعرض له من مؤامرات خطيرة تستهدف تهويدها والغاء هويتها واستلابها يفرض على كل المخلصين من أبناء الامة تطوير البرامج وصيغ العمل المتعلقة بها لترتفع إلى مستوى قدسية القضية والاخطار التي تتهددها كما ان حق العودة للاجئين الفلسطينيين وهو حق ثابت ومقدس يتعرض لمؤامرة دنيئة تستهدف الغاءه والتخلي عنه الامر الذي يستوجب تطوير وتفعيل إستراتيجية التعامل مع هذه القضية.
· الوقوف إلى جانب المقاومة الشريفة في العراق ومضاعفة الجهود الشعبية والرسمية لتحرير العراق وانهاء الاحتلال المفروض عليه
· التصدي للسياسة الأمريكية التي تستهدف مراكز النهوض في الامة، تحت شعار محاربة الإرهاب، والوقوف إلى جانب الاقطار والتنظيمات والمؤسسات التي تستهدفها الإدارة الأمريكية، ومطالبة الحكومات والمنظمات العربية والاسلامية برفض الانصياع للاملاءات الأمريكية والوقوف بحزم وصلابة إلى جانب الاقطار العربية والاسلامية المستهدفة من الولايات المتحدة وحلفائها وفي مقدمتها سوريا ولبنان والسودان وإيران والصومال واليمن والسعودية والباكستان وكشمير والشيشان.
· الاستمرار في مساندة قضايا الوطن العربي والإسلامي، باعتبارها قضايانا، انطلاقا من ايماننا بوحدة الامة، وتفعيل الهيئات العامله لمساندة هذه القضايا، والعمل على التأثير على القرار الرسمي العربي والإسلامي لصالحها.
· ان النجاح النسبي الذي تحقق على صعيد العمل المشترك للاحزاب، والهيئات الشعبية في الوطن العربي يستدعي تطوير صيغ العمل القائمة حاليا، وتفعيل دور المؤتمرات، وصولا إلى صيغة موحدة وفاعلة، تتعامل مع قضايا الامة استنادا إلى مبادئها ومصالحها العليا واعتمادها إستراتيجية ثابتة وضرورة وطنية وقومية واسلامية لواجهة التحديات والاخطار.
· تشجيع أية توجهات ايجابية في مجال حقوق الإنسان والحريات الاساسية، والدعوة إلى تبني النهج الشوري الديموقراطي، الذي يضمن المشاركة الواسعة والحقيقية، للجماهير في صنع القرار، ويضع حدا للاستفراد بالسلطة، الذي دفعت الامة ثمنه غاليا.
المحور العالمي والإنساني :
· ان الاخوة الإنسانية التي أكدتها مبادئ ديننا الحنيف وسيادة قيم الحق والخير والتعاون بين الشعوب تستوجب تطوير خطاب سياسي يؤكد على مبدأ التعاون بين الدول حكومات وشعوبا بما يحقق مصالحها جميعا، على قاعدة الحقوق المتساوية، واحترام استقلال الدول وسيادتها، وعدم التدخل في شؤونها الداخلية.
· ان الاختلالات والتشوهات التي اصابت هيئة الامم المتحدة ولا سيما في العقدين الاخيرين تتطلب تبني إستراتيجية داعية إلى تحقيق استقلال هيئة الامم التحدة والمجالس والمنظمات المنبثقة عنها، وتحريرها من هيمنة بعض الدول الكبرى عليها، ووضع حد لحق النقض (الفيتو) الذي تستأثر به بعض الدول مما يرسخ دكتاتورية هذه الدول واستبدادها.
· التصدي للمؤسسات والسياسات والدعوات التي تستهدف السيطرة على الدول الصغيرة الفقيرة كالعولمة وسياسات صندوق النقد الدولي والبنك الدولي ومنظمة التجارة العالمية باعتبارها تمثل تهديدا لاستقلال هذه الدول وسيادتها ومصالحها.
· التصدي للمنظمات الهدامة كالماسونية والدعوات العنصرية التي تقوم على التفوق العرقي كالصهيونية والنازية بهدف استغلال الاخرين والسيطرة عليهم باعتبارها تتصادم مع عقيدة الامة والقيم الإنسانية النبيلة وتشكل تهديدا دائما لثقافة الشعوب ومصالحها القائمة على التعاون والاحترام المتبادل.
· ان الالتزام بقيمنا الإسلامية السامية والحرص على حماية الشعوب المستضعفة تحتم علينا الوقوف إلى جانب الشعوب المقهورة في سعيها لنيل استقلالها وتقرير مصيرها.
· ان الكرامة الإنسانية التي كفلتها شريعتنا الغراء توجب علنيا تبني قضايا حقوق الإنسان وادانة كل اشكال العدوان على حقوقه الثابتة والعمل على الحفاظ على هذه الحقوق بغض النظر عن جنسيته ومذهبه.
· ان تعقد مشاكل الحياة وخطورة ما يترتب عليها من آثار على المجتمع الإنساني تحتم التعاون مع المنظمات غير الحكومية ذات الاهداف الإنسانية السامية والتي تتبنى الدفاع عن مصالح الشعوب.
العلاقات الداخلية والخارجية:
يشارك الحزب في مختلف اللجان والاطر التي تشكلها احزاب المعارضة الوطنية الأردنية والنقابات المهنية، كما يرأس بعض من هذه اللجان ويرأس الحزب المؤتمر الشعبي للقدس، كما أنه عضو مؤسس وفاعل في مؤتمر الاحزاب العربية ومشارك في المؤتمر القومي الإسلامي، وفي اللجنة الشعبية العربية لنصرة الانتفاضة وفي اللجنة الشعبية العربية لنصرة العراق، وفي رابطة البرلمانيين المدافعين عن القضية الفلسطينية، وفي مؤسسة القدس. ويحتقظ بعلاقات جيدة باحزاب وتجمعات عربية واسلامية عديدة.

## قادة

### الأمناء العامون منذ بداية تأسيسه
- الأمين العام الأول للحزب هو إسحاق الفرحان/ 1993 – 1998م.
- الأمين العام الثاني للحزب هو عبد اللطيف عربيات/ 1998 – 2002م
- الأمين العام الثالث للحزب هو حمزة منصور / 2002- 2006م.
- الأمين العام الرابع للحزب هو زكي سعد بني ارشيد/2006 – 2009م استقال قبل مدته بسنة
- الأمين العام الخامس للحزب هو إسحاق الفرحان/2009 – 2010 إكمال مدة المكتب السابق
- الأمين العام السادس للحزب هو حمزة عباس منصور/2010 – 2014
- الأمين العام السابع للحزب هو محمد عواد الزيود / 2014- 2016
- الأمين العام الثامن للحزب مراد العضايلة. 2016-2024[5]
- الأمين العام الحالي للحزب هو وائل السقا 2024 - [6]

### من قياداته أيضاً
- رئيس مجلس الشورى” د.عبد المحسن العزام “
- أحمد المحارمة
- محمد المنسي
- عماد عزام
- محمد عواد الزيود
- علي أبو السكر
- نعيم الخصاونة
- سالم الفلاحات
- محمد أبو فارس
- أحمد الكوفحي
- سعود أبو محفوظ
- دعاء عيسى
- ديمة طهبوب
- علي أبو السكر

## نتائج المشاركة الإنتخابية
| مجلس النواب الأردني |                  |                 |                       |     |        |                     |                  |
| سنة الانتخابات      | من مجموع الأصوات | من نسبة التصويت | عدد المقاعد في المجلس | +/– | الموقع | النتيجة             | رئيس الكتلة      |
| 1989                |                  |                 | 22 / 80               | –   | 1st    | المشاركة في الحكومة |                  |
| 1993                |                  |                 | 17 / 80               | –   | 1st    | معارضة              |                  |
| 1997                | مقاطعة           | مقاطعة          | 0 / 80                | –   |        |                     |                  |
| 2003                |                  |                 | 16 / 110              | –   | 1st    | معارضة              |                  |
| 2007                |                  |                 | 6 / 110               | –   | 1st    | معارضة              |                  |
| 2010                | مقاطعة           | مقاطعة          | 0 / 110               | –   |        |                     |                  |
| 2013                | مقاطعة           | مقاطعة          | 0 / 150               | –   |        |                     |                  |
| 2016                |                  |                 | 10 / 130              | –   | 1st    | معارضة              | عبدالله العكايلة |

## وصلات خارجية
- الموقع الرسمي